# Amaziguismo

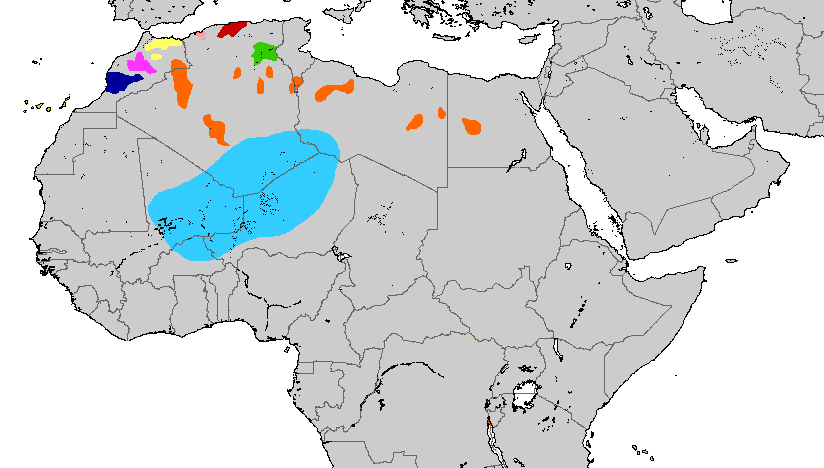
Los diferentes grupos bereberes en África:
bereberes tuaregs
bereberes del oasis
bereberes shawis
bereberes cabilios
bereberes shenua
bereberes rifeños
bereberes tamazight
bereberes tashelhitas
Bereberes guanches

Bandera del pueblo amazig

El amaziguismo o berberismo (en amazig Taẓermaziɣt) es el movimiento cultural y político de carácter nacionalista que aboga por el reconocimiento de la historia, la cultura, la lengua y la identidad del pueblo amazigh, en el norte de África. El movimiento nació en la región de Cabilia y de ahí se propagó al resto de comunidades amazigas en Argelia y Marruecos principalmente. 
El movimiento amazighista considera al pueblo amazigh como elemento clave en la historia del Magreb. Surge en respuesta al proceso de arabización ocurrido en el Magreb y a la ideología panarabista. En el norte de Malí, un movimiento amaziguismo nacionalista independizó de facto entre 2012 y 2013 la región bajo el nombre de Azawad. 

## Historia
Es difícil definir con precisión el origen del movimiento amazigh. Sin embargo, se puede considerar un inicio el surgimiento de estudiosos amaziguistas lo largo del siglo XX, como Kateb Yacine, Mouloud Mammeri, Ouali Bennaï o Amar Ould-Hamouda, así como la crisis amazigh de 1949.

### Durante la colonia
Según el historiador Guy Pervillé, el amazighismo es en parte una creación de los autores coloniales que, basándose en la cuestión bereber, justificación de una política destinada a separar a los amaziges de los árabes, para acercar a los primeros a los colonizadores franceses. «Esta puesta en valor de los bereberes se logró acercándolos al Occidente europeo, mediante la afirmación de una comunidad de origen y de 'raza', garante de las virtudes hereditarias comunes a pueblos también sedentarios, trabajadores, ahorrativos y demócratas». Según esta visión, la comunidad amazigh es una civilización que habría sido destrozada por la conquista árabe y la islamización. Esta visión ideológica inspiró una política cabilia en Argelia y una política amaziguista en Marruecos. No obstante, según Pervillé, «ninguna de las dos fue más allá de las declaraciones de intenciones».

### Crisis amaziguista
Un hito histórico para el amaziguismo fue cuando en 1949 se produjo una escisión dentro del movimiento nacionalista argelino, entre quienes apoyaron una «Argelia árabe y musulmana» (panarabistas) y una «Argelia argelina» (amaziguistas), es decir, que tienen en cuenta la realidad amazigh y árabe de su país.

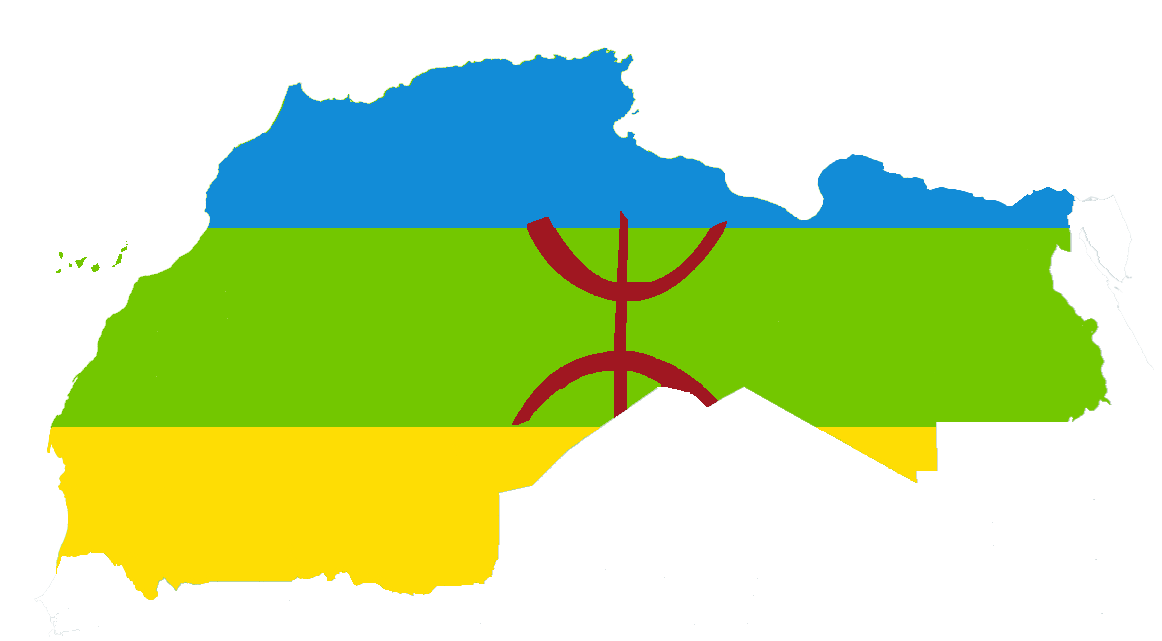
Mapa el estado ideal amazigh

### Años 1980
No fue hasta el año 1980 que las demandas amaziges tuvieron eco en todos los estratos de la sociedad, luego de que las autoridades no permitieran una conferencia al escritor, investigador y lingüista Mouloud Mammeri sobre poesía cabilia antigua. Entonces surgieron los primeros medios de comunicación (radios, sitios web, publicaciones...) en lenguas amaziges e instituciones como la Academia amazigh.

### 1980 – actualidad
En 1980 estallaron las manifestaciones de la primavera amazigh, durante las cuales los amaziges de Cabilia exigieron la oficialización de su idioma. En 1988, la apertura democrática dio un fuerte impulso al reclamo amazigista con la creación del Movimiento Cultural amazigh.
Tras la grève du cartable («huelga de mochilas») en 1994 y 1995, en la que estudiantes en Cabilia boicotearon las escuelas para oponerse al monolitismo lingüístico y cultural del árabe, en 1996, se llevó a cabo oficialmente una reforma de la Constitución argelina. La amaziguidad, junto con el islam y el arabismo, es uno de los componentes fundamentales de la identidad nacional. Al mismo tiempo, las autoridades fundaron el excelentísimo Alto Comisariado de la Amaziguidad (1995).
En 1998, se produjeron disturbios muy violentos tras el asesinato del cantante Lounès Matoub. A partir de ahí, el clima se volvió insurreccional. En el mes de abril de 2001, los violentos disturbios sacudieron Cabilia tras la muerte de un estudiante de secundaria llamado Massinissa, asesinado a tiros por la gendarmería en Beni Duala/At Dwala. El 14 de junio, una multitud de cabilios marcharon por Argel antes de ser reprimidos por la policía.
En 2000, el canal Berbère Télévision comenzó a transmitir desde París.
Durante la Primavera Negra (2001), varios disturbios estallaron en Cabilia exigiendo en particular la oficialización de la lengua amazigh. El 17 de octubre de 2001, el rey Mohammed VI de Marruecos crea el Instituto Real de la Cultura Amazig (IRCAM) para promover la cultura amazigh. El 17 de junio de 2011, Mohammed VI propone una nueva constitución para el Reino de Marruecos con, en particular, la elevación del amaziguismo al rango de segunda lengua oficial del país.
Desde abril de 2002, los reclamos bereberes han disminuido con el reconocimiento del tamazigh como idioma nacional argelino.
Durante las protestas de 2019 en Argelia, el general Ahmed Gaïd Salah advirtió que solo se permitirían los colores de la bandera nacional argelina en las manifestaciones. En agosto de 2019, un tribunal argelino ordenó 10 años de prisión contra un manifestante que ondeaba una bandera amazig durante una manifestación contra el régimen. Según el diario Ouest France, cerca de 60 personas fueron detenidas y puestas en prisión preventiva en espera de juicio en varias localidades de Argelia por motivos similares. Refiriéndose a la prensa argelina, el diario precisa que dos personas fueron juzgadas y condenadas a dos meses de prisión.

## Congreso Mundial Amazig
El Congreso Mundial Amazig (CMA, Congrès Mondial Amazigh; Agraw Amaḍlan Amaziɣ) es una organización internacional no-gubernamental que se fundó con el propósito de proporcionar una estructura y representación internacional para los intereses culturales y políticos amaziges. Se formó el 27 de septiembre de 1995 en Tafira (Gran Canaria, Canarias) .Desde entonces, ha celebrado siete reuniones a intervalos irregulares, en 1997, 1999, 2002, 2005, 2008, 2011 y 2015.